# قاره سیمری
کهن قاره سیمری (سیمریا)، رشته‌ای از ریزقاره‌ها یا زمین‌ها بود که از گندوانا در نیمکره جنوبی منشعب شد و به اوراسیا در نیمکره شمالی اضافه شد. این قاره شامل بخش‌هایی از کشورهای ترکیه، ایران، افغانستان، پاکستان، تبت، چین، میانمار، تایلند و مالزی امروزی بود. در طول پرمین پیشین و با باز شدن اقیانوس نئو تتیس، سیمریا از سواحل گوندوانایی اقیانوس پالئو-تتیس جدا شد و در طول پرمین، پالئو تتیس در مقابل آن بسته شد. از آنجایی که تکه‌های مختلف سیمریا با سرعت‌های متفاوتی به سمت شمال می‌رفتند، اقیانوس مزو-تتیس در بین قطعات مختلف تشکیل شد.